# Paolo Bettini
Paolo Bettini (Cecina, Toszkána, Olaszország; 1974. április 1. –) olasz profi kerékpáros.

## Pályafutása
Bettini minden idők egyik legjobb egynapos versenyzője: kétszeres világbajnok, egyszeres olimpiai bajnok. Az öt legnagyobb presztízzsel bíró klasszikus verseny közül háromon tudott diadalmaskodni: kétszer nyerte meg a Liège–Bastogne–Liège-t és a Giro di Lombardiát és egyszer a Milánó–Sanremót. Mindhárom nagy körversenyen tudott szakaszt nyerni: a Giro d’Italián kettőt, egyet a Tour de Franceon és hármat a Vuelta a España-n. 2002-ben, 2003-ban és 2004-ben ő nyerte meg a UCI országúti Világkupa utolsó három kiadását. 2006-ban őt választották az év legjobb kerékpárosának.
Bettini apró termetének köszönhetően könnyedén tud felsprintelni a kisebb hegyekre, állóképessége és a végsebessége kitűnő. Mindemellett ő az egyik legtaktikusabb és legagresszívabban támadó versenyző a mai mezőnyben.
A 2008-as világbajnokság után bejelentette visszavonulását.

## Győzelmei
1998
- 1 szakasz, Tour de Romandie

1999
- Összetett és 1 szakasz, Giro di Lucca
- 1 szakasz, Tirreno–Adriatico

2000
- 1 szakasz, Vuelta a Mallorca
- Összetett és 2 szakasz, Memorial Cecchi Gori
- Liège–Bastogne–Liège
- 1 szakasz, Tour de France

2001
- 2 szakasz, Tour de Langkawi
- Coppa Placci
- Züri-Metzgete
- világbajnoki ezüstérem

2002
- 1 szakasz, Giro di Lucca
- Összetett és 2 szakasz, Tour de la Riviera Ligure
- 1 szakasz, Tirreno–Adriatico
- Liège–Bastogne–Liège
- Összetett és 1 szakasz Tour de Wallonie
- Giro del Lazio
- Coppa Sabatini
- GP Bavikhove
- Összetett világkupa

2003
- Összetett és pontverseny, Tour Méditerranéen
- Milánó–Sanremo
- HEW Cyclassics
- Clásica San Sebastián
- Olasz bajnok
- Összetett világkupa

2004
- Összetett és 2 szakasz, Tirreno–Adriatico
- 1 szakasz, Tour de Suisse
- Profonde van Almelo
- GP de Calais
- GP di Camaiore
- 1 szakasz, Circuit Franco-Belge
- 1 szakasz, Tour Méditerranéen
- olimpiai bajnok
- Összetett világkupa

2005
- 1 szakasz és pontverseny, Giro d’Italia
- 1 szakasz, Vuelta a España
- Züri-Metzgete
- Giro di Lombardia

2006
- GP di Lugano
- 1 szakasz, Vuelta a Mallorca
- 1 szakasz és pontverseny, Giro d’Italia
- 2 szakasz, Tirreno–Adriatico
- 1 szakasz, Vuelta a España
- Giro di Lombardia
- Olasz bajnok
- Világbajnok

2007
- 1 szakasz, Tour of California
- 1 szakasz, Vuelta a España
- Világbajnok

2008
- 1 szakasz, Österreich Rundfahrt
- Trofeo Matteotti
- 2 szakasz, Vuelta a España